# Pseudanapaea
Pseudanapaea is een geslacht van vlinders van de familie slakrupsvlinders (Limacodidae).

## Soorten
- P. denotata (Walker, 1865)
- P. dentifascia Hering, 1931
- P. transvestita Hering, 1931